# Mezcala (Tepatitlán de Morelos)
Mezcala es una localidad del estado mexicano de Jalisco. Es parte del municipio de Tepatitlán de Morelos.

## Toponimia
El nombre «Mezcala» proviene de los términos en náhuatl: mezcalli, mezcal; tlan, lugar de abundancia. Su significado es «lugar donde abunda el mezcal».

## Demografía
| Gráfica de evolución demográfica |
|                                  |

| Censo | Población |
| ----- | --------- |
| 1910  | 348       |
| 1921  | 406       |
| 1930  | 420       |
| 1940  | 634       |
| 1950  | 670       |
| 1960  | 1 408     |
| 1970  | 1 861     |
| 1980  | 1 648     |
| 1990  | 2 256     |
| 2000  | 2 074     |
| 2010  | 2 085     |
| 2020  | 1 708     |